# Darkovice
Darkovice (niem.  Gross Darkowitz) – wieś w Czechach, w kraju morawsko-śląskim, w okresie Opawa. Według danych z dnia 1 stycznia 2010 liczyła 1279 mieszkańców.

## Historia
Miejscowość wzmiankowano w 1265 roku jako Darcendorf.
Wieś należała do Margrabstwa Moraw, a następnie do wydzielonego z niego księstwa opawskiego. Po wojnach śląskich znalazła się w granicach Prus. Od 1818 w nowym powiecie raciborskim.
W alfabetycznym spisie miejscowości na terenie Śląska wydanym w 1830 roku we Wrocławiu przez Johanna Knie wieś występuje pod nazwą Groß Darkowitz, obok której podana jest forma Wielki Darkowice.
Jako miejscowość zamieszkała przez tzw. Morawców i część kraiku hulczyńskiego po pierwszej wojnie światowej została przyłączona do Czechosłowacji.